# Крестовоздвиженский храм (Ереван)
Крестовоздвиженский храм — храм Ереванско-Армянской епархии Русской православной церкви, расположенный в столице Армении — городе Ереван.

## История
В 2001 году Патриарх Московский и всея Руси Алексий II в ходе официального визита в Республику Армения объявил о планах построить новый православный храм при содействии правительства Армении и Союза армян России.
18 марта 2010 года, Патриарх Московский и всея Руси Кирилл в ходе официального визита в Республику Армения, совершил чин закладки русского православного храма Воздвижения Честного и Животворящего Креста Господня в городе Ереван.
22 апреля 2015 года были освящены колокола и кресты.
7 октября 2017 года Храм был освящен в честь Воздвижения Честного и Животворящего Креста Господня.

## Галерея

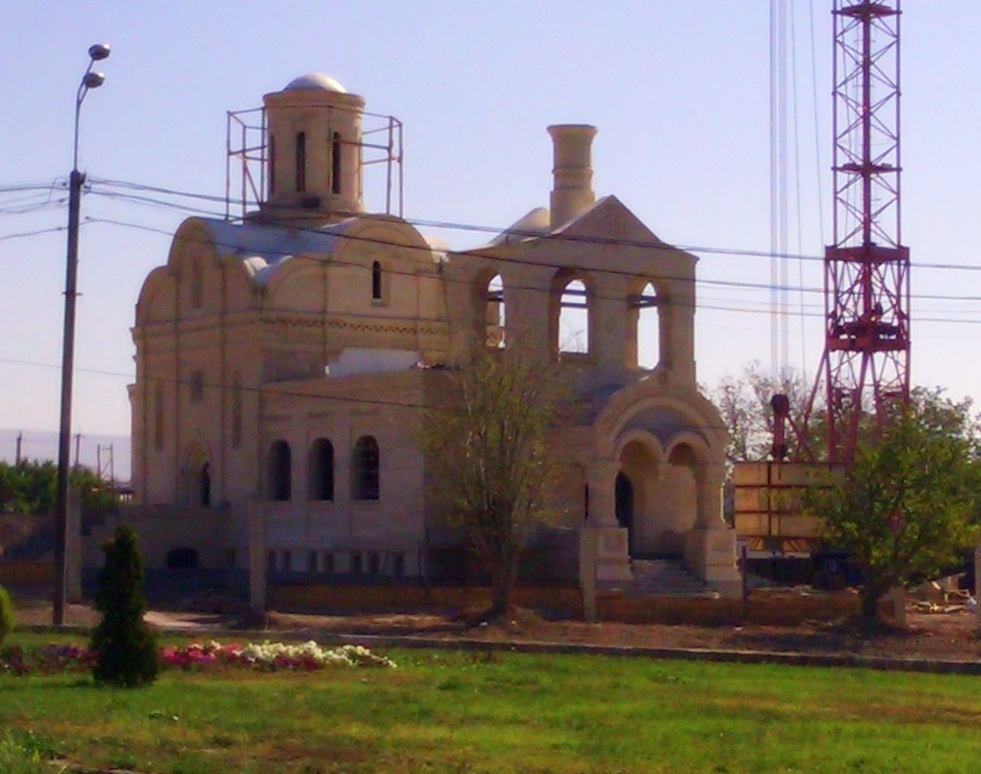
Строительство церкви, 2013 год
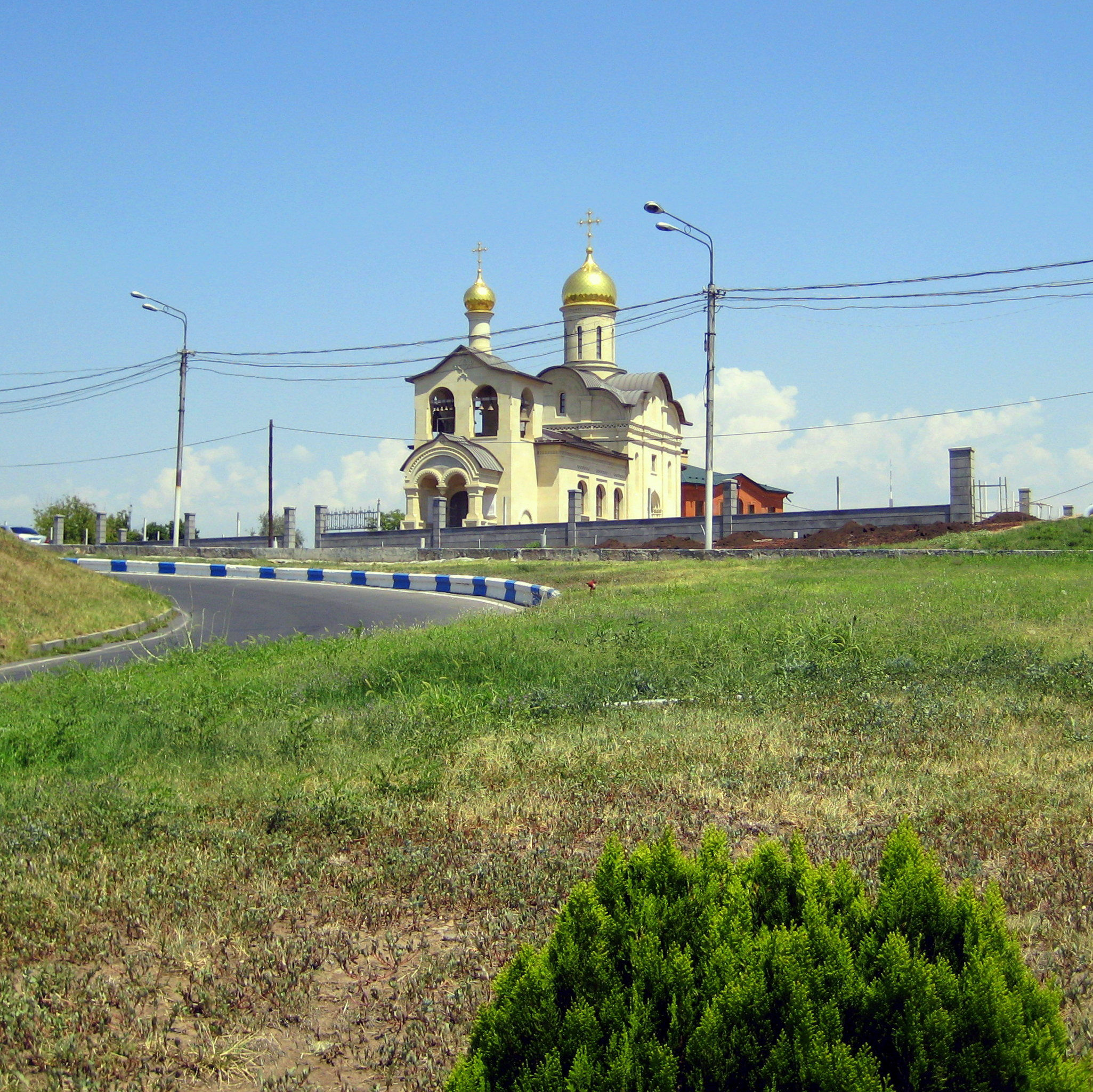
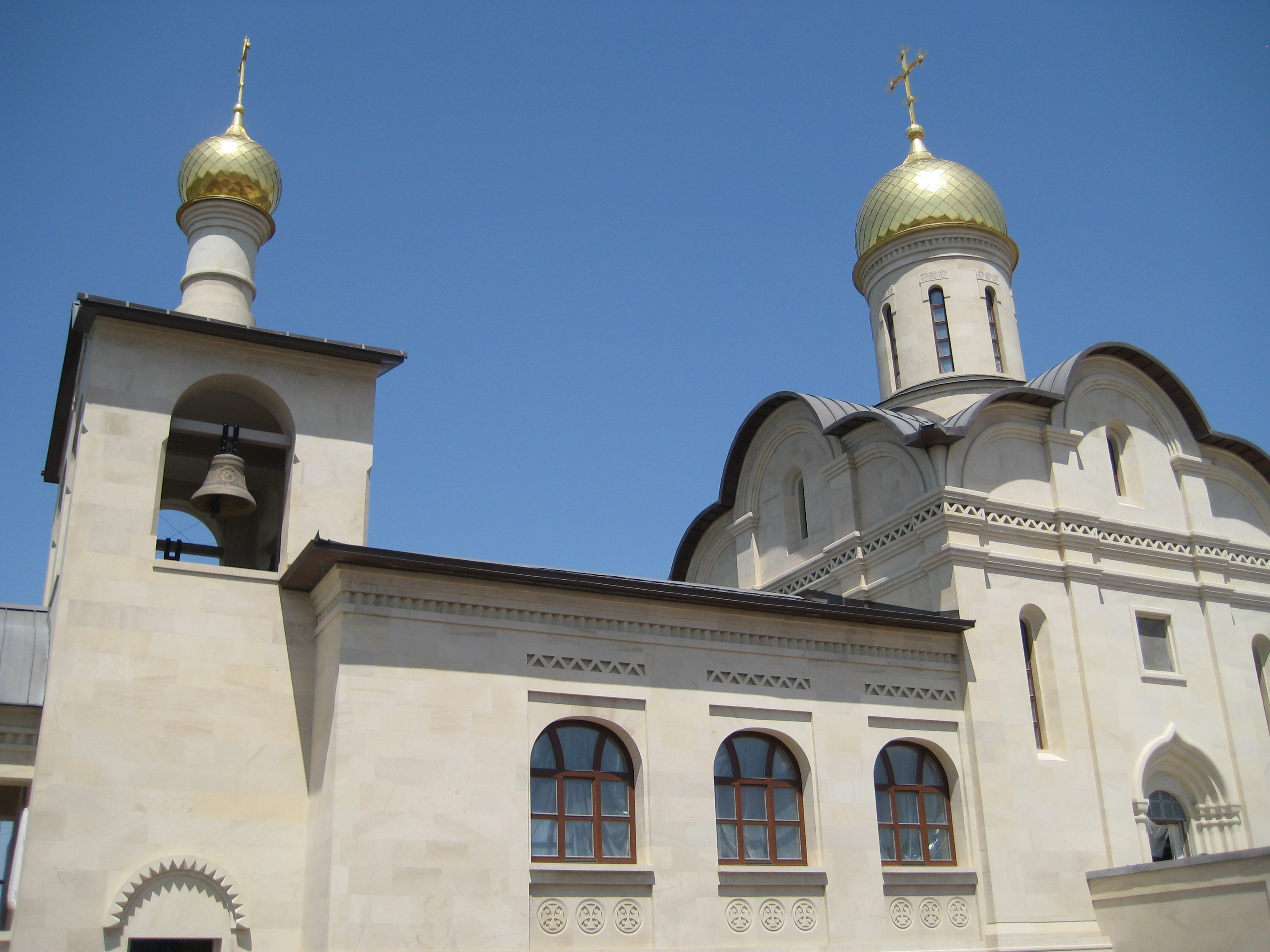